# Wojna o ucho Jenkinsa

Piechur brytyjski z 24 pułku piechoty, którego żołnierze szturmowali Cartagenę

Wojna o ucho Jenkinsa (ang. War of Jenkins’ Ear) – konflikt zbrojny toczony w latach 1739–1748, który rozegrał się w Ameryce Północnej pomiędzy Wielką Brytanią a Hiszpanią. Wojna ta była wstępem do tzw. wojny króla Jerzego.
Przyczyną konfliktu stały się ataki Hiszpanów na brytyjskie statki handlowe w rejonie Karaibów. Ostatecznie wojnę wypowiedziano 23 października 1739 r. po przemówieniu w parlamencie kapitana Roberta Jenkinsa, któremu Hiszpanie odcięli ucho.
Jenkins był angielskim żeglarzem i przemytnikiem. Dowodząc okrętem „Rebecca”, został zatrzymany przez hiszpański okręt u wybrzeży Kuby. W trakcie incydentu doszło do pojedynku z hiszpańskim oficerem, w rezultacie czego Jenkins stracił ucho. Małżowinę uszną obwoził następnie po świecie i pokazywał jako dowód na hiszpańskie okrucieństwo, apelując także do władz w Londynie o rozprawę z wrogiem. W czasie gorącej debaty parlamentarnej w 1738 zdecydowano o rozpoczęciu wojny. Ucho Jenkinsa stało się pretekstem, lecz nie rzeczywistym powodem wojny. Anglikom chodziło o zdobycie kontroli nad handlem w Ameryce Środkowej. Kluczem do tego było opanowanie dwóch miast portowych Porto Bello w Panamie i Cartagena w Kolumbii, przeciw którym kierowana była ekspedycja angielska.
Ówczesny premier Robert Walpole był przeciwny wojnie, lecz do jej wypowiedzenia zmusili go tzw. Wigowie Patrioci. Walpole skomentował sytuację stwierdzeniem: „Dzwonią w dzwony, a wkrótce zaczną załamywać ręce” (They are ringing the bells, soon they will be wringing their hands).
Poprzednia wojna, toczona w latach 1726–1729, rozpoczęła się od spektakularnej klęski Anglików. Blokada Porto Bello się nie powiodła. Wzięło w niej udział około trzech tysięcy spragnionych łupu ochotników pod wodzą Francisa Hosiera. Z wojny powróciło jedynie sześciuset. Większość z nich zginęła, jednak nie w walkach, lecz od żółtej febry, której epidemia rozwinęła się na angielskich okrętach.
Dopiero w roku 1739 eskadra sześciu okrętów admirała Edwarda Vernona zaatakowała i zdobyła Porto Bello. W odpowiedzi na tę i inne akcje Brytyjczyków siły hiszpańskie bazujące na Florydzie zaatakowały w lipcu 1742 brytyjską kolonię Georgię. Atak został jednak skutecznie odparty przez Anglików.
W roku 1740 także Francuzi wysłali na Karaiby swoją flotę, nie wzięli jednak udziału w walkach. Ogólnie zainteresowanie wojną w rejonie Karaibów było niewielkie i przyćmione zostało toczącym się w Europie konfliktem o sukcesję austriacką. Wojnę angielsko-hiszpańską zakończył ostatecznie pokój w Akwizgranie w roku 1748.